# ۱۹۸۷: وقتی روز فرا می‌رسد
۱۹۸۷: وقتی روز فرا می‌رسد (انگلیسی: 1987: When the Day Comes) یک فیلم در ژانر تریلر سیاسی محصول کشور کره جنوبی دربارهٔ شکنجه و مرگ فعال دانشجویی باک جونگ چول و آغاز خیزش دموکراتیک ژوئن است. از جمله بازیگران آن می‌توان به کیم یون سوک و ها جونگ وو اشاره کرد.

## جوایز
- بهترین فیلم سی و نهمین جشنواره جوایز فیلم اژدهای آبی کره جنوبی - ۲۰۱۸